# Psyllipsocus oculatus
Psyllipsocus oculatus är en insektsart som beskrevs av Gurney 1943. Psyllipsocus oculatus ingår i släktet Psyllipsocus och familjen styltstövlöss. Inga underarter finns listade i Catalogue of Life.